# Ceylonese dwerguil
De Ceylonese dwerguil (Glaucidium castanotum) is een vogel uit de familie van de uilen. Het is een endemische vogelsoort in  Sri Lanka.

## Kenmerken
De uil is 19 cm lang. Het is een kleine uil, vergelijkbaar in uiterlijk en formaat met de jungledwerguil (G. radiatum) maar is wat donkerder dan deze soort. De uil is op de borst dwars, donkerbruin gebandeerd en lichter op de buik met olijfkleurige bruine lengtestrepen.

## Verspreiding en leefgebied
Deze soort komt voor in dicht regenwoud tot op 1950 m boven zeeniveau op het eiland Sri-Lanka. Deze uil wordt ook wel aangetroffen in uitgekapt bos, rubberplantages, agrarisch gebied met bomen en struikgewas, maar deze vogel is schuw en leeft erg teruggetrokken en wordt daardoor mogelijk in aantal onderschat.

## Status
De Ceylonese dwerguil heeft een beperkt verspreidingsgebied en daardoor is de kans op uitsterven aanwezig. De grootte van de populatie werd in 2015 door BirdLife International geschat op 15 tot 30 duizend  individuen en de populatie-aantallen nemen af door ontbossing waarbij natuurlijk bos wordt omgezet in gebied voor agrarisch gebruik, houtwinning en menselijke bewoning. Om deze redenen staat deze soort als gevoelig op de Rode Lijst van de IUCN.